# Uniophora
Genre
Uniophora est un genre d'étoiles de mer (Asteroidea) de la famille des Asteriidae. On les trouve exclusivement en Australie. 

## Liste d'espèces
Selon World Register of Marine Species (2 août 2014) :
- Uniophora dyscrita H.L. Clark, 1923 -- Australie occidentale
- Uniophora granifera (Lamarck, 1816) -- Australie du sud-est (Victoria, NGS et Tasmanie)
- Uniophora nuda (Perrier, 1875) -- Australie méridionale

## Galerie

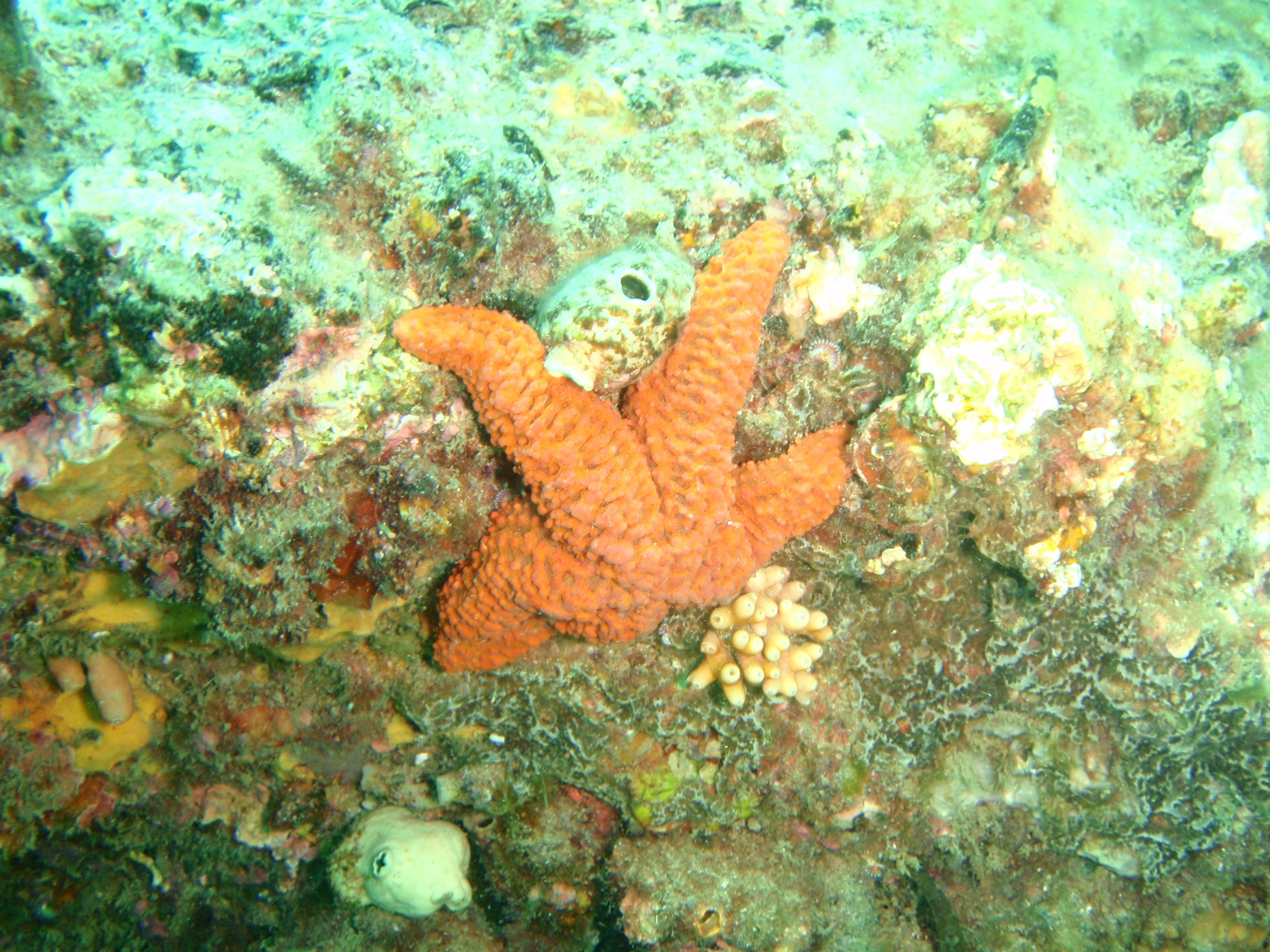
Uniophora nuda.
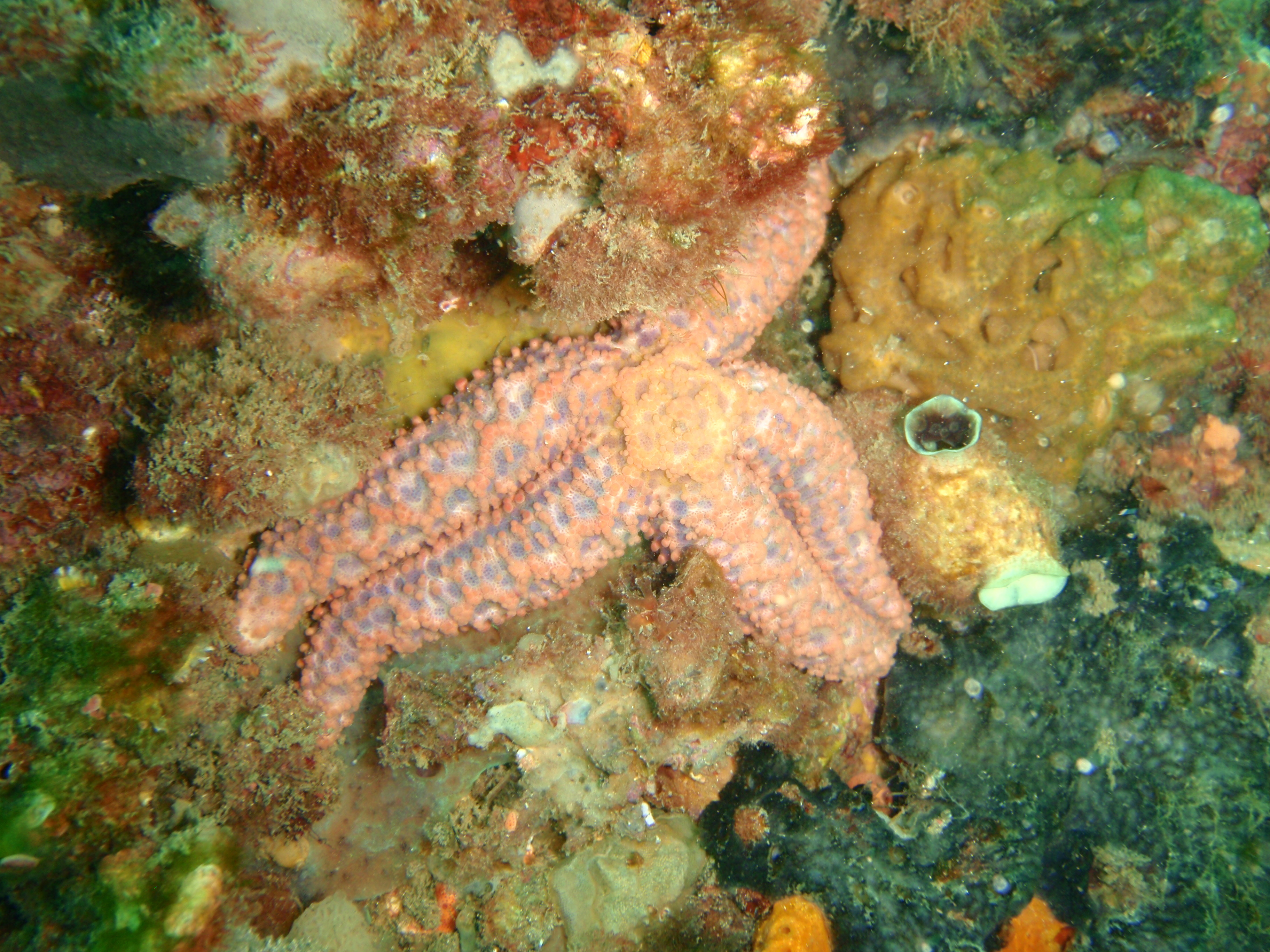
Uniophora granifera.